# ظاهره احمدیار مولایی
ظاهره احمدیار مولایی (زاده: ۱۳۲۸ ولسوالی خواجه عمری، ولایت غزنی) سیاست‌مدار افغانستانی و نماینده مردم غزنی در دوره پانزدهم مجلس نمایندگان افغانستان است.

## زندگی‌نامه
ظاهره احمدیار مولایی متولد ۱۳۲۸ از ولسوالی خواجه عمری ولایت غزنی افغانستان است. وی دارای مدرک لیسانس از دانشکده علوم طبیعی دانشگاه کابل است.

## دیگر فعالیت‌ها
- معلم.[۱]
- عضوعلمی مؤسسه تعلیم وتربیه دانشگاه کابل، دانشکده فارمسی/داروسازی، انستیتوت طب کابل، طب دندان.[۱]
- عضوعلمی مرکز ساینس/دانش.[۱]